# Synaxis sericeata
Synaxis sericeata là một loài bướm đêm trong họ Geometridae.